# Dorsey Mountains
Die Dorsey Mountains sind ein Gebirge an der Loubet-Küste des Grahamlands im Norden der Antarktischen Halbinsel. Im nördlichen Teil der Arrowsmith-Halbinsel ragen sie unmittelbar östlich des Somigliana-Gletschers auf.
Der Falkland Islands Dependencies Survey kartierte sie anhand von Vermessungen und Luftaufnahmen aus den Jahren von 1956 bis 1959. Das UK Antarctic Place-Names Committee benannte sie am 23. September 1960 nach dem US-amerikanischen Physiker Noah Ernest Dorsey (1873–1959), der sich mit den Gesetzmäßigkeiten in der Entstehung von Eis auseinandergesetzt hatte.